# Clubiona paralena
Clubiona paralena är en spindelart som beskrevs av Mikhailov 1995. Clubiona paralena ingår i släktet Clubiona och familjen säckspindlar.
Artens utbredningsområde är Nordkorea. Inga underarter finns listade i Catalogue of Life.